# Дамаскус Тауншип (округ Вейн, Пенсільванія)
Дамаскус Тауншип (англ. Damascus Township) — селище (англ. township) в США, в окрузі Вейн штату Пенсільванія. Населення — 3674 особи (2020).

## Демографія
Згідно з переписом 2010 року, у селищі мешкало 3659 осіб у 1588 домогосподарствах у складі 1060 родин. Було 2296 помешкань
Расовий склад населення:
| - 97,7 % — білих - 0,5 % — чорних або афроамериканців - 0,4 % — азіатів - 0,1 % — корінних американців |

До двох чи більше рас належало 1,1 %. Частка іспаномовних становила 2,2 % від усіх жителів.
За віковим діапазоном населення розподілялося таким чином: 20,6 % — особи молодші 18 років, 58,0 % — особи у віці 18—64 років, 21,4 % — особи у віці 65 років та старші. Медіана віку мешканця становила 48,0 року. На 100 осіб жіночої статі у селищі припадало 101,5 чоловіків;  на 100 жінок у віці від 18 років та старших — 98,6 чоловіків також старших 18 років.
Середній дохід на одне домашнє господарство  становив 69 911 долар США (медіана — 62 857), а середній дохід на одну сім'ю — 76 365 доларів (медіана — 70 473). Медіана доходів становила 49 410 доларів для чоловіків та 39 549 доларів для жінок. За межею бідності перебувало 5,2 % осіб, у тому числі 4,3 % дітей у віці до 18 років та 5,8 % осіб у віці 65 років та старших.
Цивільне працевлаштоване населення становило 1835 осіб. Основні галузі зайнятості: освіта, охорона здоров'я та соціальна допомога — 24,9 %, роздрібна торгівля — 14,7 %, науковці, спеціалісти, менеджери — 10,4 %, будівництво — 9,2 %.